# Ананко Дмитро Васильович
Дмитро Васильович Ананко (рос. Дмитрий Васильевич Ананко; нар. 29 вересня 1973, Новочеркаськ) — російський футболіст, що грав на позиції захисника. По завершенні ігрової кар'єри — тренер.
Виступав, зокрема, за «Спартак» (Москва), брав участь у дев'яти чемпіонських сезонах «Спартака» в Росії. Володар дев'яти золотих медалей. Має чотири вищих освіти. Також зіграв один матч за національну збірну Росії.

## Клубна кар'єра
У дорослому футболі дебютував 1990 року виступами за «Спартак» (Москва), в якій провів три сезони, взявши участь у 26 матчах чемпіонату. За цей час дев'ять разів виборював титул чемпіона Росії, а також тричі виграв національний кубок. Крім цього протягом частини 1995 року на правах оренди захищав кольори клубу «Ростсільмаш». Всього у вищій лізі чемпіонату Росії зіграв 158 матчів. У вищій лізі чемпіонату СРСР зіграв 7 матчів. Єдиний м'яч у професійній кар'єрі забив у ворота нижньогородського «Локомотива» в 1996 році.
2002 року став гравцем французького «Аяччо», де за сезон зіграв 18 ігор у Лізі 1, після чого повернувся на батьківщину і грав за «Торпедо-Металург», а завершив ігрову кар'єру у клубі третього за рівнем дивізіону «Лукойл», за який виступав протягом 2004 року. В даний час живе в Москві, грає в команді ветеранів ФК «Спартак».

## Виступи за збірні
1993 року у складі юнацької збірної Росії (U-20) був учасником молодіжного чемпіонату світу в
Австралії, дійшовши з командою до чвертьфіналу.
Зіграв один матч у складі національної збірної Росії — 28 лютого 2001 року вийшов на заміну в грі проти збірної Греції (3:3).

## Тренерська кар'єра
Ще будучи футболістом, отримав диплом вищої школи тренерів (ВШТ).
У 2003—2004 роках працював спортивним директором клубу «Торпедо-Металург».
У 2010—2011 роках був тренером юнацької збірної Росії, складеної з футболістів 1993 р. н.
З 2011 року був тренером у штабі Дмитра Аленічева в тульському «Арсеналі», а в 2015 році перейшов разом з Аленічевим і Єгором Титовим в тренерський штаб московського «Спартака». На початку червня 2016 року, за обопільною згодою з клубом, Ананко покинув «Спартак».

## Титули і досягнення
- Чемпіон Росії (9):

«Спартак» (Москва): 1992, 1993, 1994, 1996, 1997, 1998, 1999, 2000, 2001 — рекорд чемпіонатів СРСР і Росії
- Володар Кубка Росії (3):

«Спартак» (Москва): 1991/92, 1993/94, 1997/98

### Особисті
- У списку 33 найкращих футболістів чемпіонату Росії (2): № 2 — 2000; № 3 — 1998